# Саратога-Спрінгс (Нью-Йорк)
Саратога-Спрінгс (англ. Saratoga Springs) — місто-курорт (англ. city) в США, в окрузі Саратога на сході штату Нью-Йорк, біля підніжжя гір Адірондак, за 50 км на північ від міста Олбані. Населення — 28 491 особа (2020).
Мінеральні джерела (Гаторн, Гейс, Кеса, Ред, Пірліс, Гейзер, Віші, Ексельсіор) з вуглекисло-лужними та хлоридно-натрієвими водами.

## Географія
Саратога-Спрінгс розташована за координатами 43°4′4″ пн. ш. 73°46′39″ зх. д. / 43.06778° пн. ш. 73.77750° зх. д. (43.067810, -73.777635). За даними Бюро перепису населення США в 2010 році місто мало площу 74,78 км², з яких 72,69 км² — суходіл та 2,09 км² — водойми.

### Клімат
| Клімат : Саратога-Спрінгс                                                | Клімат : Саратога-Спрінгс | Клімат : Саратога-Спрінгс | Клімат : Саратога-Спрінгс | Клімат : Саратога-Спрінгс | Клімат : Саратога-Спрінгс | Клімат : Саратога-Спрінгс | Клімат : Саратога-Спрінгс | Клімат : Саратога-Спрінгс | Клімат : Саратога-Спрінгс | Клімат : Саратога-Спрінгс | Клімат : Саратога-Спрінгс | Клімат : Саратога-Спрінгс | Клімат : Саратога-Спрінгс |
| Показник                                                                 | Січ.                      | Лют.                      | Бер.                      | Квіт.                     | Трав.                     | Черв.                     | Лип.                      | Серп.                     | Вер.                      | Жовт.                     | Лист.                     | Груд.                     | Рік                       |
| Абсолютний максимум, °C                                                  | 19,4                      | 17,8                      | 31,1                      | 33,3                      | 35,6                      | 37,2                      | 37,2                      | 35,6                      | 34,4                      | 31,1                      | 27,8                      | 19,4                      | 37,2                      |
| Середній максимум, °C                                                    | −0,6                      | 1,7                       | 7,2                       | 15,6                      | 22,2                      | 26,7                      | 28,3                      | 27,8                      | 23,3                      | 15,6                      | 8,9                       | 2,2                       | 14,9                      |
| Середній мінімум, °C                                                     | −10,6                     | −9,4                      | −4,4                      | 2,2                       | 7,8                       | 12,8                      | 15,6                      | 14,4                      | 10,0                      | 3,9                       | −0,6                      | −6,7                      | 2,9                       |
| Абсолютний мінімум, °C                                                   | −36,1                     | −33,9                     | −25                       | −15                       | −6,1                      | 0,0                       | 2,8                       | −0,6                      | −5,6                      | −10                       | −16,7                     | −30,6                     | −36,1                     |
| Норма опадів, мм                                                         | 84                        | 67                        | 87                        | 91                        | 104                       | 110                       | 115                       | 107                       | 91                        | 102                       | 96                        | 86                        | 1139                      |
| ------------------------------------------------------------------------ | ------------------------- | ------------------------- | ------------------------- | ------------------------- | ------------------------- | ------------------------- | ------------------------- | ------------------------- | ------------------------- | ------------------------- | ------------------------- | ------------------------- | ------------------------- |
| Джерело: Weather.com (Monthly Averages for Saratoga Springs, NY (12866)) |                           |                           |                           |                           |                           |                           |                           |                           |                           |                           |                           |                           |                           |

## Демографія
Згідно з переписом 2010 року, у місті мешкало 26 586 осіб у 11 312 домогосподарствах у складі 5923 родин. Густота населення становила 356 осіб/км². Було 12936 помешкань (173/км²).
Расовий склад населення:
| - 92,3 % — білих - 2,6 % — чорних або афроамериканців - 2,0 % — азіатів - 0,2 % — корінних американців |

До двох чи більше рас належало 2,2 %. Частка іспаномовних становила 3,2 % від усіх жителів.
За віковим діапазоном населення розподілялося таким чином: 17,0 % — особи молодші 18 років, 67,2 % — особи у віці 18—64 років, 15,8 % — особи у віці 65 років та старші. Медіана віку мешканця становила 39,8 року. На 100 осіб жіночої статі у місті припадало 93,4 чоловіків; на 100 жінок у віці від 18 років та старших — 91,7 чоловіків також старших 18 років.
Середній дохід на одне домашнє господарство становив 110 927 доларів США (медіана — 76 775), а середній дохід на одну сім'ю — 149 798 доларів (медіана — 102 733). Медіана доходів становила 70 823 долари для чоловіків та 52 384 долари для жінок. За межею бідності перебувало 6,8 % осіб, у тому числі 3,9 % дітей у віці до 18 років та 5,8 % осіб у віці 65 років та старших.
Цивільне працевлаштоване населення становило 13 861 особа. Основні галузі зайнятості: освіта, охорона здоров'я та соціальна допомога — 31,0 %, мистецтво, розваги та відпочинок — 11,9 %, виробництво — 11,2 %, науковці, спеціалісти, менеджери — 10,5 %.

## Відомі особистості
У поселенні помер:
- Джон Вільям Касільєр (1811—1893) — американський гравер і художник-пейзажист.